# Classe Katanpää
La classe Katanpää est une classe de trois chasseurs de mines construit par le chantier naval italien Intermarine S.p.A. de Sarzana pour la marine finlandaise au début des années 2010. Ce sont trois navires polyvalents de lutte contre les mines marines prévus pour naviguer jusqu'en 2040-42.

## Spécifications techniques
La coque, les ponts et les cloisons sont en fibre de verre, dont l'épaisseur peut parfois atteindre 150 millimètres (5,9 pouces). Les ponts sont en outre renforcés avec du balsa et de la fibre de carbone. Cela améliore la résistance aux chocs contre les explosions sous-marines et réduit les signatures magnétiques, sonores et de pression des navires qui pourraient faire exploser les mines. 
Le système de propulsion diesel-électrique à faible signature se compose de deux moteurs diesel haute vitesse MTU 8V-396-TE74, chacun produisant 1.000 kW (1.350 cv), et de deux propulseur Voith Schneider. Les navires  sont conçus pour opérer dans les archipels, les régions côtières et en haute mer, et sont capables d'opérer dans les glaces. 

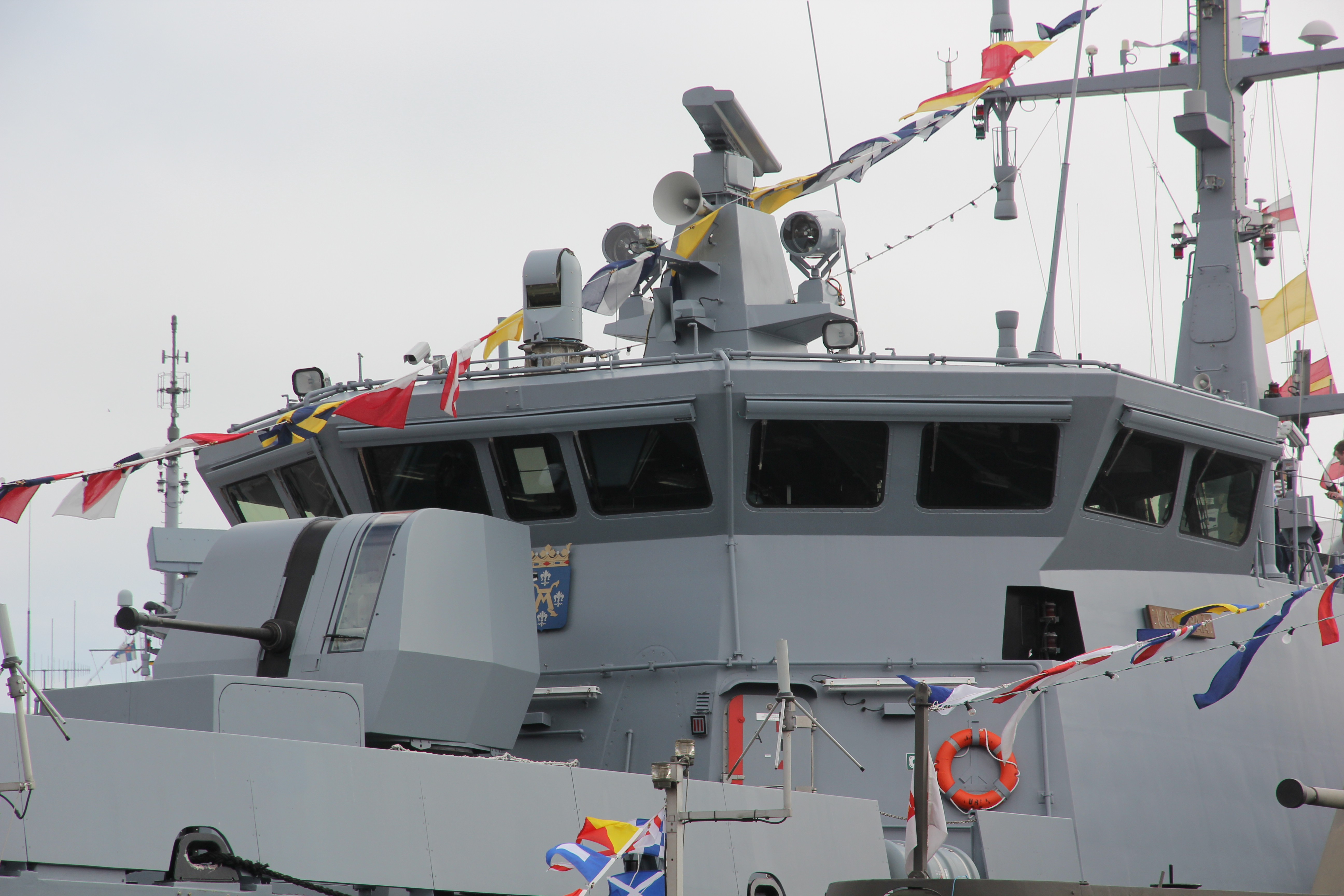
Canon de 40 mm

Chaque navire est équipé d'un canon Bofors 40 mm L/70 pour l'autodéfense. La commande de tir est fournie par Atlas Elektronik avec un système intégré de multicapteurs EOTS TV/IR. Le système peut être contrôlé à partir de l'une des cinq consoles du centre d'information de combat ou du pont, bien qu'une seule console soit équipée des pédales nécessaires pour contrôler le canon. De plus, les navires sont armés de charges sous-marines.

## Guerre des mines
Les navires sont équipés d'une vaste gamme d'équipements pour rechercher, localiser et détruire les mines sous-marines, allant de deux robots sous-marins autonomes (AUV) et de deux véhicules sous-marins télécommandés (ROV) à des capteurs montés sur la coque. 
Le plus grand AUV, HUGIN (High Precision Untethered Geosurvey and Inspection System), fabriqué par Kongsberg Maritime (en), mesure plus de quatre mètres de long et pèse plus de 800 kg. Il est équipé d'un échosondeur multifaisceaux (MBES), une version plus petite de celui monté sur la coque du navire. Cet instrument est utilisé pour collecter des informations topographiques du fond marin et un sonar à balayage latéral peut être utilisé pour détecter et classer les cibles. Le plus petit AUV, REMUS 100 (Remote Environmental Monitoring Unit), ne pèse que 41 kg et peut être utilisé pour collecter des informations sur le fond marin avec son sonar à balayage latéral à des profondeurs allant jusqu'à 100 mètres. 
Deux ROV, un Double Eagle de Saab Underwater Systems de Suède et SeaFox I d'Atlas Elektronik d'Allemagne, peuvent être utilisés pour identifier et détruire les mines navales. En outre, les navires sont équipés de sonars à balayage latéral remorqués Klein 5500 de Klein Associates (en) de fabrication américaine. Le positionnement sous-marin est fourni avec le système Kongsberg HiPAP 500 (High Precision Acoustic Positioning).

## Navires
| Nom       | N° de coque | Chantier                  | Mise en service | Port d'attache | Statut     | Photo |
| --------- | ----------- | ------------------------- | --------------- | -------------- | ---------- | ----- |
| Katanpää  | 40          | Intermarine S.p.A Sarzana | 4 mai 2012      | Turku-Pansio   | en service |       |
| Purunpää  | 41          | Intermarine S.p.A Sarzana | 20 août 2013    |                | en service |       |
| Vahterpää | 42          | Intermarine S.p.A Sarzana | 2 décembre 2016 |                | en service |       |

## Galerie

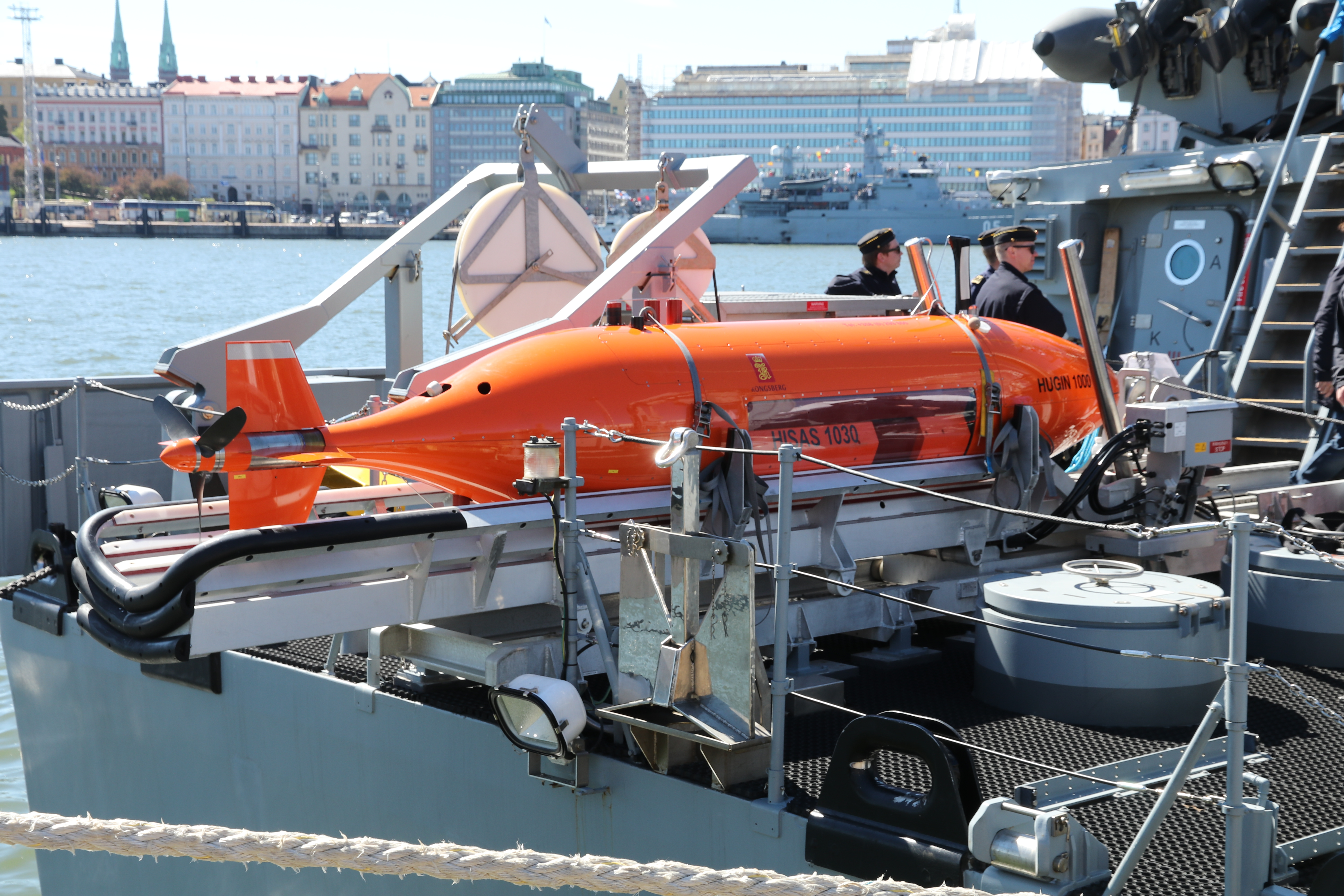
AUV Hugin 1000
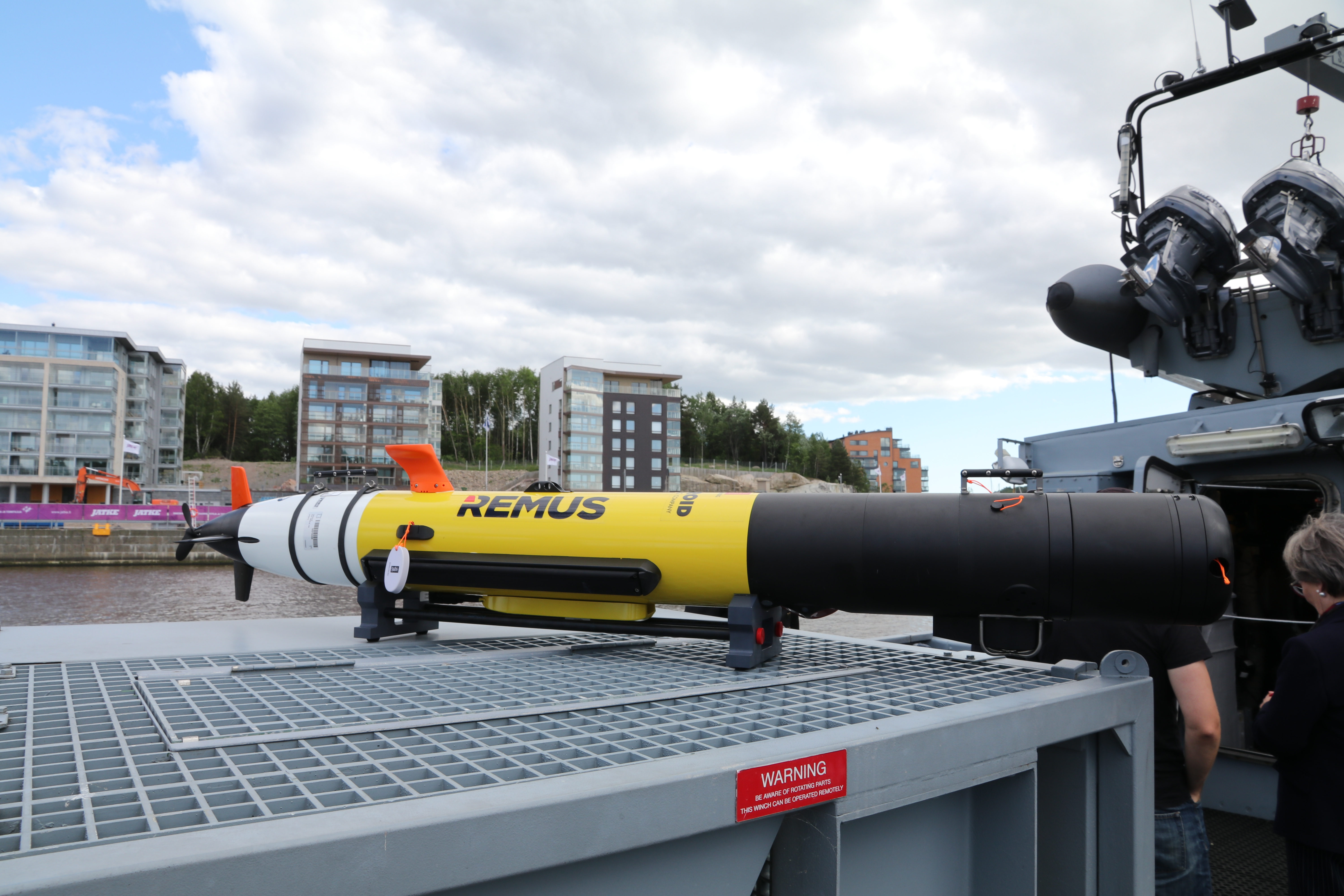
AUV Remus 100
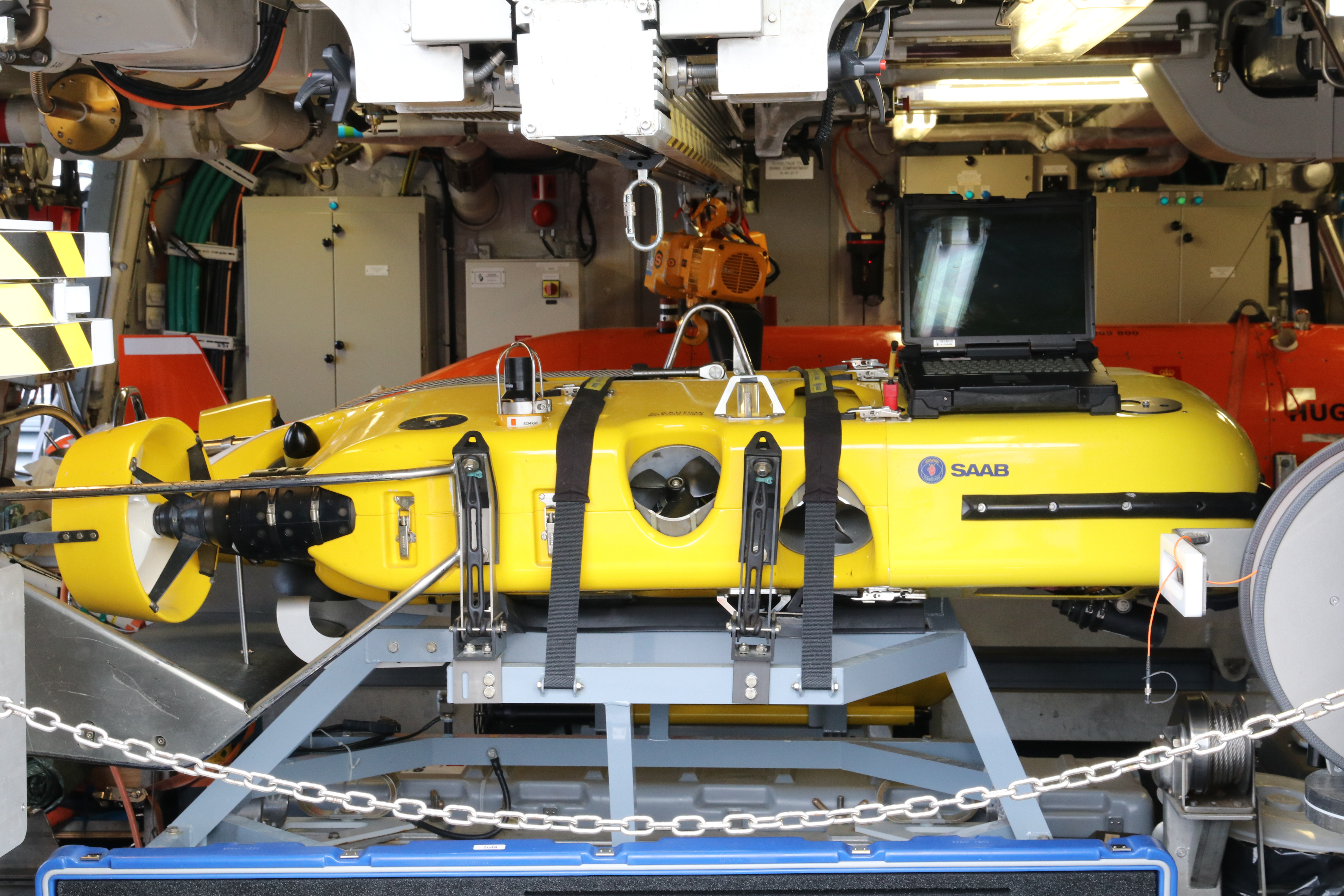
ROV Double Eagle
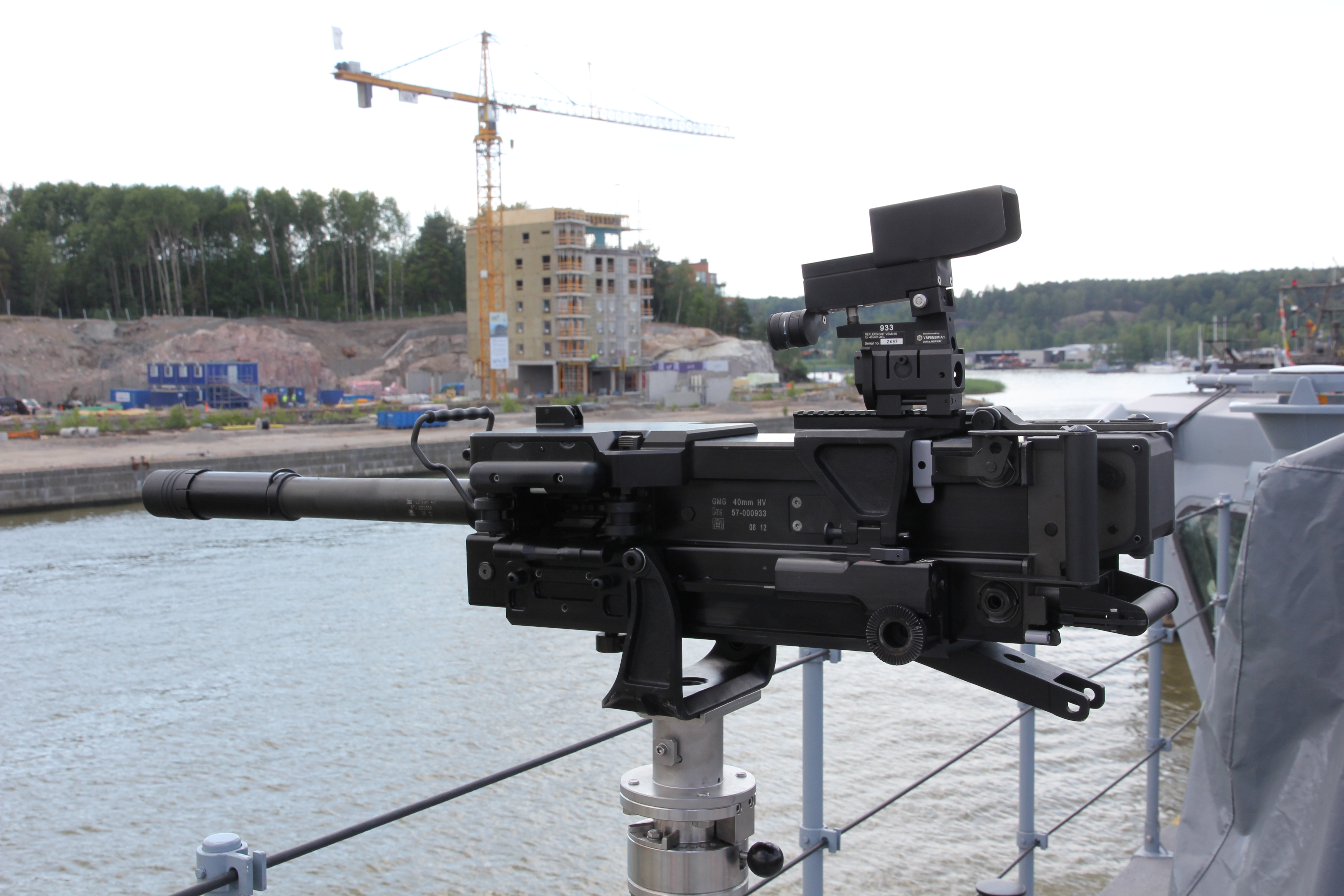
Lance grenade de 40 mm
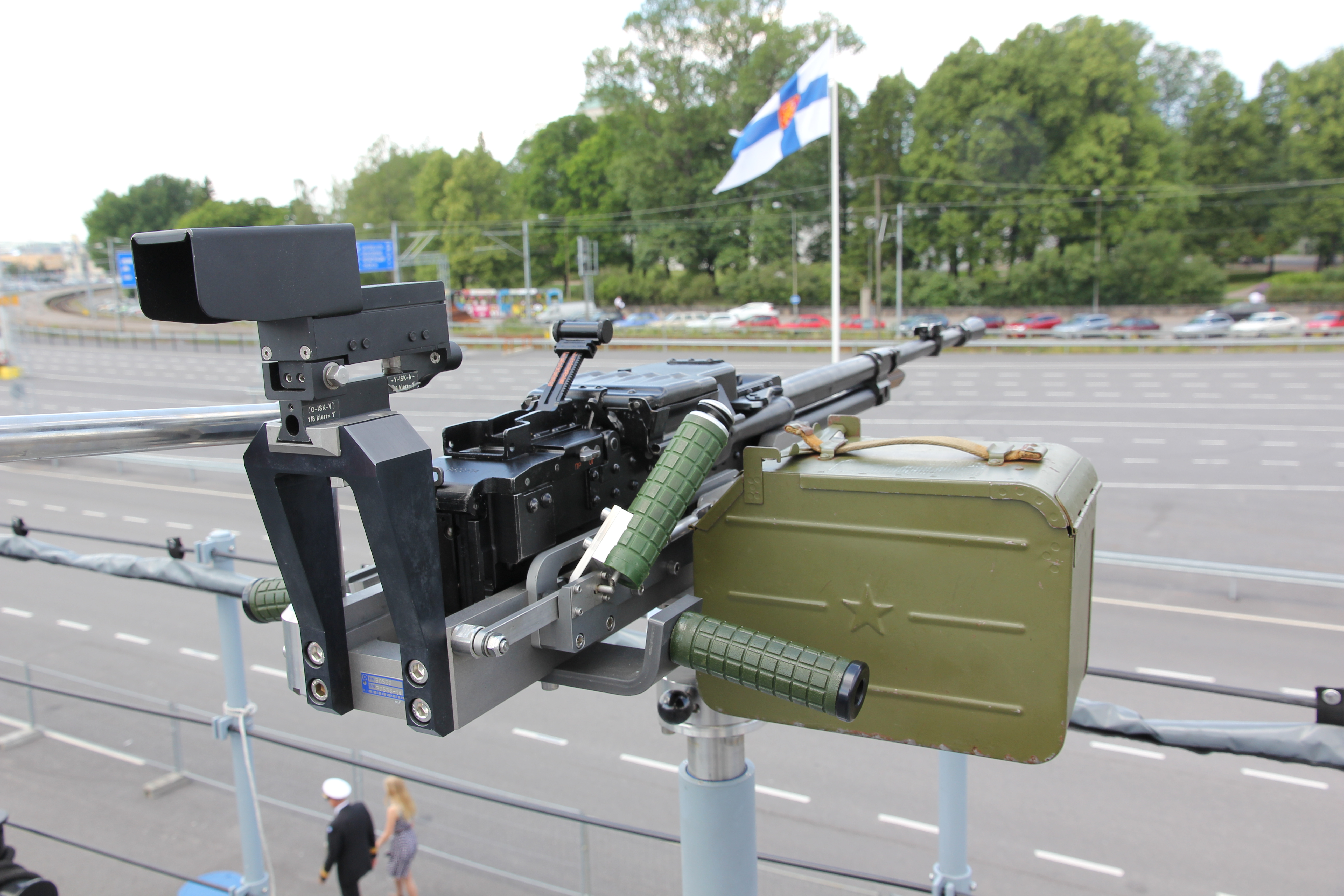
Mitrailleuse lourde NSV de 12.7 mm

### Articles externes
- (en) Katanpää MCMV 2010 Mine Hunter - Site GlobalSecurity.org
- (en) THE KATANPÄÄ CLASS - Site Intermarine S.p.A.
- Finnish Defence Forces
- Katanpää MHC (Mine Hunter Coastal) Vessel - Site Navazl Technology